# إرنست فينولوسا
كان إرنست فرانسيسكو فينولوسا (18 فبراير 1853- 21 سبتمبر 1908) مؤرخًا أمريكيًا للفن الياباني، ومدرسًا للفلسفة والاقتصاد السياسي في جامعة طوكيو. كان فينولوسا معلمًا مهمًا في أثناء تحديث اليابان في فترة مييجي، وكان مستشرقًا متحمسًا فعل الكثير للحفاظ على الفن الياباني التقليدي.

## سيرته
وُلد فينولوسا في 1853 ابنًا لمانويل فرانسيسكو كيرياتشو فينولوسا، وهو عازف بيانو إسباني وُلد في مالقة عام 1818، وماري سيلزبي، وهي من عائلة بارزة في بوسطن. ارتاد مدارس عامة في مسقط رأسه سالم بماساتشوستس قبل أن يدرس الفلسفة وعلم الاجتماع في جامعة هارفارد، حيث تخرج عام 1874.
درس لمدة عام في مدرسة الفنون التابعة لمتحف بوسطن للفنون الجميلة، وفي خلال هذا الوقت، تزوج من إليزابيث غودهيو ميليت. في عام 1878، دعاه عالم الحيوانات الأمريكي والمستشرق إدوارد إس. مورس إلى اليابان. درّس فينولوسا الاقتصاد السياسي والفلسفة في جامعة طوكيو الإمبراطورية. درَس هناك أيضًا المعابد والأضرحة والكنوز الفنية القديمة مع مساعده أوكاكورا كاكوزو.
في خلال الوقت الذي قضاه فينولوسا في اليابان، ساعد بإنشاء أسلوب النيهونغا (باليابانية) في الرسم رفقة الفنانين كانو هوغاي (1828- 1888) وهاشيموتو غاهو (1835- 1908). في مايو 1882، قدم محاضرة بعنوان «شرح للفن الحقيقي»، والتي جرى تداولها واقتباسها على نطاق واسع.
بعد ثماني سنوات في الجامعة، ساعد فينولوسا بتأسيس مدرسة طوكيو للفنون الجميلة ومتحف طوكيو الإمبراطوري. شغل منصب مدير في الأخير في عام 1888. في هذه الفترة، ساعد بصياغة نص قانون الحفاظ على المعابد والأضرحة وكنوزها الفنية.
تأثر فينولوسا تأثرًا شديدًا بالبوذية إثر معيشته في اليابان واعتنقها، ومُنح اسم تيشين. مُنح أيضًا اسم كانو إيتان ماسانوبو، ما وضعه في سلالة مدرسة كانو، الذين عملوا رسامين لشوغونات توكوغاوا. في أثناء إقامته في اليابان، أجرى فينولوسا أول جرد لكنوز اليابان الوطنية. أسفر ذلك عن اكتشاف لفائف صينية قديمة، والتي جلبها إلى اليابان الرهبان الرحالة قبل قرون. تمكن من إنقاذ العديد من المشغولات اليدوية البوذية التي كانت لولا ذلك لتتدمر إثر حركة هايبوتسو كيشاكو. بسبب هذه الإنجازات، كرم الإمبراطور ميجي فينولوسا بوسام الشمس المشرقة ووسام الكنوز المقدسة.
جمع فينولوسا مجموعة شخصية كبيرة من الفن الياباني في أثناء إقامته في اليابان. في 1886، باع مجموعته الفنية للطبيب البوسطنيّ تشارلز غودارد ويلد (1857- 1911) بشرط أن تذهب إلى متحف الفنون الجميلة ببوسطن. عاد في 1890 إلى بوسطن ليشغل منصب أمين قسم الفن الشرقي. وهناك طُلب من فينولوسا أن يختار من الفن الياباني ما سيعرض في المعرض العالمي الكولومبي لعام 1893 بشيكاغو. نظم أيضًا أول معرض في بوسطن للرسم الصيني عام 1894. في 1896، نشر أساتذة الأوكييو- إه، وهو سرد تاريخي عن الرسومات اليابانية وطبعات الأوكييو- إه في مبنى الفنون الجميلة بنيويورك.
عندما طلق زوجته، أغضب زواجه الثاني المباشر في عام 1895 من الكاتبة ماري ماكنيل سكوت (1865- 1954) مجتمع بوسطن. عُزل فينولوسا من منصبه في المتحف عام 1896.